# Rock finlandese
Il rock finlandese (in finlandese suomirock o suomirokki) si riferisce alla musica rock prodotta in Finlandia. Il boom iniziale del rock and roll degli anni '50 fu preceduto da una lunga tradizione di cultura popolare. Suomirock può riferirsi alla musica rock finlandese in generale o più strettamente alla musica rock cantata in lingua finlandese.

## Sequenza temporale
Il rock finlandese ha seguito le tendenze comuni negli anni '50 e '60. Di solito i gruppi rock finlandesi eseguivano cover o canzoni di successo tradotte in finlandese. Eero Raittinen e suo fratello Jussi Raittinen sono tra i primi rocker degli anni '60, insieme a gruppi come Jormas, Topmost ed Ernos. La band britannica The Renegades trovò il suo più grande successo nella Finlandia degli anni '60. Helsinki era il centro della musica rock e pop finlandese durante questo periodo. La Love Records è stata una delle prime etichette discografiche nazionali dedicate al rock finlandese, anche se il roster dell'etichetta comprendeva anche canzoni jazz e politiche. I Suomen Talvisota 1939-1940 rappresentavano l'underground finlandese, e il loro unico album Underground-Rock (1970) è citato come una grande influenza tra molti attuali produttori di musica finlandesi. Altre band underground/psichedeliche finlandesi di quest'epoca furono The Sperm, Apollo e l'innovativa Blues Section, che generò Wigwam e Tasavallan Presidentti dopo il suo scioglimento.
All'inizio degli anni '70 emersero nuovi artisti. Cantautori come Hector e Juice Leskinen iniziarono a scrivere canzoni in finlandese, combinando sfumature di ironia, poesia e introspezione con sonorità rock. Più tardi negli anni settanta la new wave e il punk portarono altri artisti come Pelle Miljoona, Eppu Normaali e Hassisen kone. Il rock finlandese era ormai diventato indipendente. Nomi come Dave Lindholm, Tuomari Nurmio e Ismo Alanko hanno continuato con i propri stili. Tampere divenne, a cavallo tra gli anni '70 e '80, la città più vivace della cultura rock, generando il " Manserock " come veniva chiamata la musica rock degli artisti della città.
Gli Hurriganes, guidati da Remu Aaltonen, erano uno dei gruppi più conosciuti in Finlandia. Questo gruppo degli anni '70 suonava un rock semplice, incisivo e basato sul boogie, e la loro canzone "Get on" è quasi un inno in Finlandia. L'ex chitarrista degli Hurriganes Albert Järvinen avrebbe poi collaborato con artisti del calibro di Lemmy Kilmister dei Motörhead, pubblicando il singolo Countdown 12", con Lemmy come voce solista nella traccia del titolo, sotto il nome di Albert Järvinen Band. Altri gruppi seminali erano i Dingo., un gruppo pop-rock idolatrato dagli adolescenti, e Yö, la cui Joutsenlaulu rimane ancora oggi una delle canzoni più ascoltate alla radio e al karaoke. I Kingston Wall erano una band cult dei primi anni '90, che combinava influenze psichedeliche con l'hard rock, suonata dal power trio e guidata da Petri Walli. Anche J. Karjalainen è rimasto popolare dall'inizio degli anni '80. Anche la famosa band finlandese CMX si è formata nel 1985, trasformandosi da un suono hardcore punk a suoni progressive, metal e hard rock.

## Successo all'estero

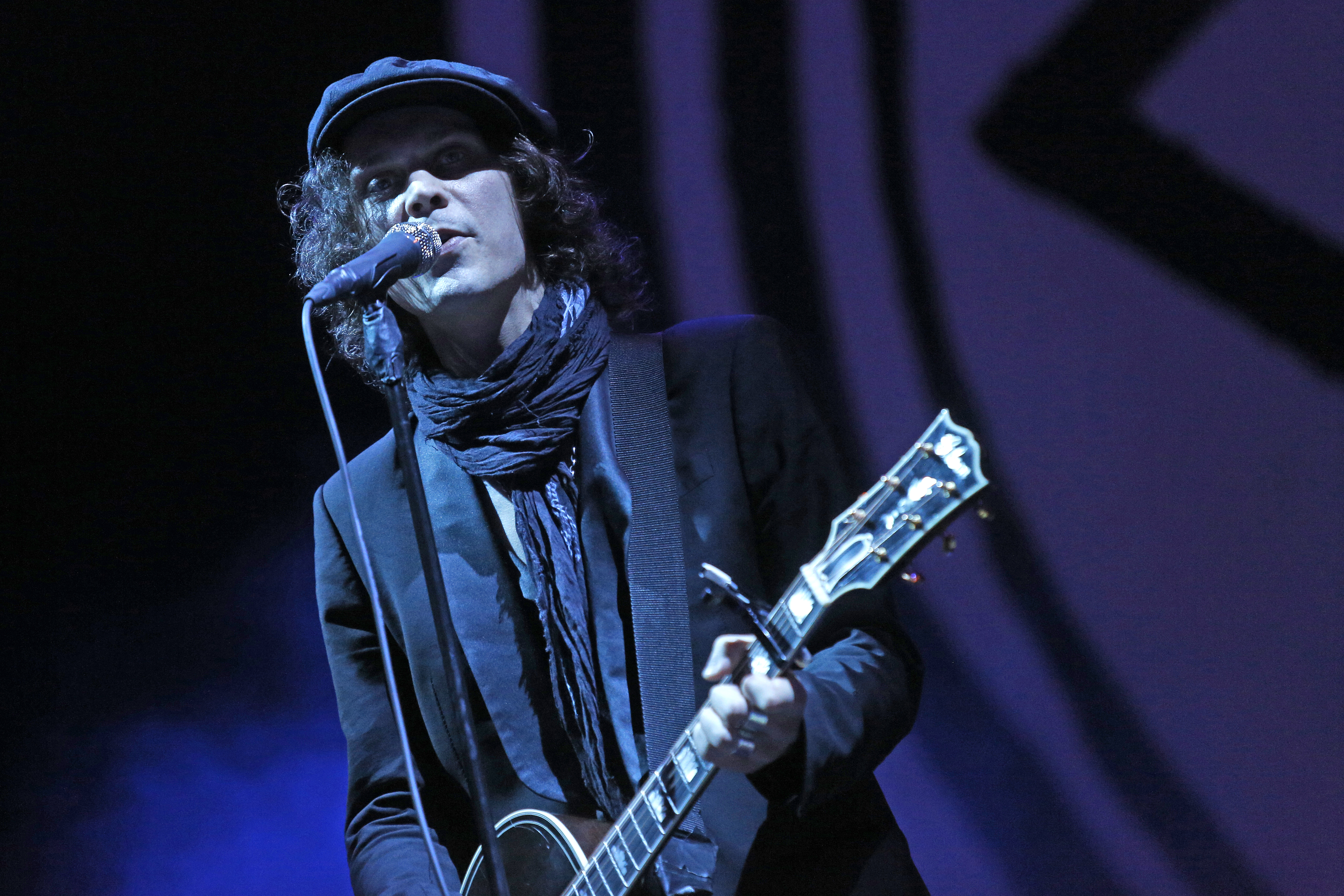
Gli HIM sono stati la prima band finlandese a pubblicare un album che avrebbe venduto oro negli Stati Uniti

I primi gruppi rock finlandesi ad acquisire notorietà furono gruppi rock progressivi come Tasavallan Presidentti e Wigwam. Anche se per un certo periodo sembravano pronti a sfondare in Europa, la fama internazionale sfuggiva loro. Allo stesso modo le band degli anni '80 non furono in grado di trovare un seguito internazionale, come Gringos Locos e Havana Black; un'eccezione a questo erano gli Hanoi Rocks, un popolare gruppo glam rock. Sono ancora il gruppo finlandese più rispettato all'estero. Ad esempio, in Giappone ci sono ancora fan quasi fanatici degli Hanoi Rocks. Anche se la band crollò sull'orlo della definitiva svolta internazionale, furono la fonte di ispirazione per i gruppi glam rock degli anni '80, tra cui i Guns N' Roses.
Alcune band moderne che hanno ottenuto un certo successo rock mainstream all'estero includono i Leningrad Cowboys, noto per essersi esibiti con il Coro dell'Armata Rossa, la surf band Laika & the Cosmonauts e la rock band legata al prog Von Hertzen Brothers.
22-Pistepirkko ha avuto uno status di culto in Europa, in particolare nei Paesi Bassi e in Germania. L'indie-rock del trio incorpora blues e melodie malinconiche, con un tocco di Tom Waits.

## Heavy metal

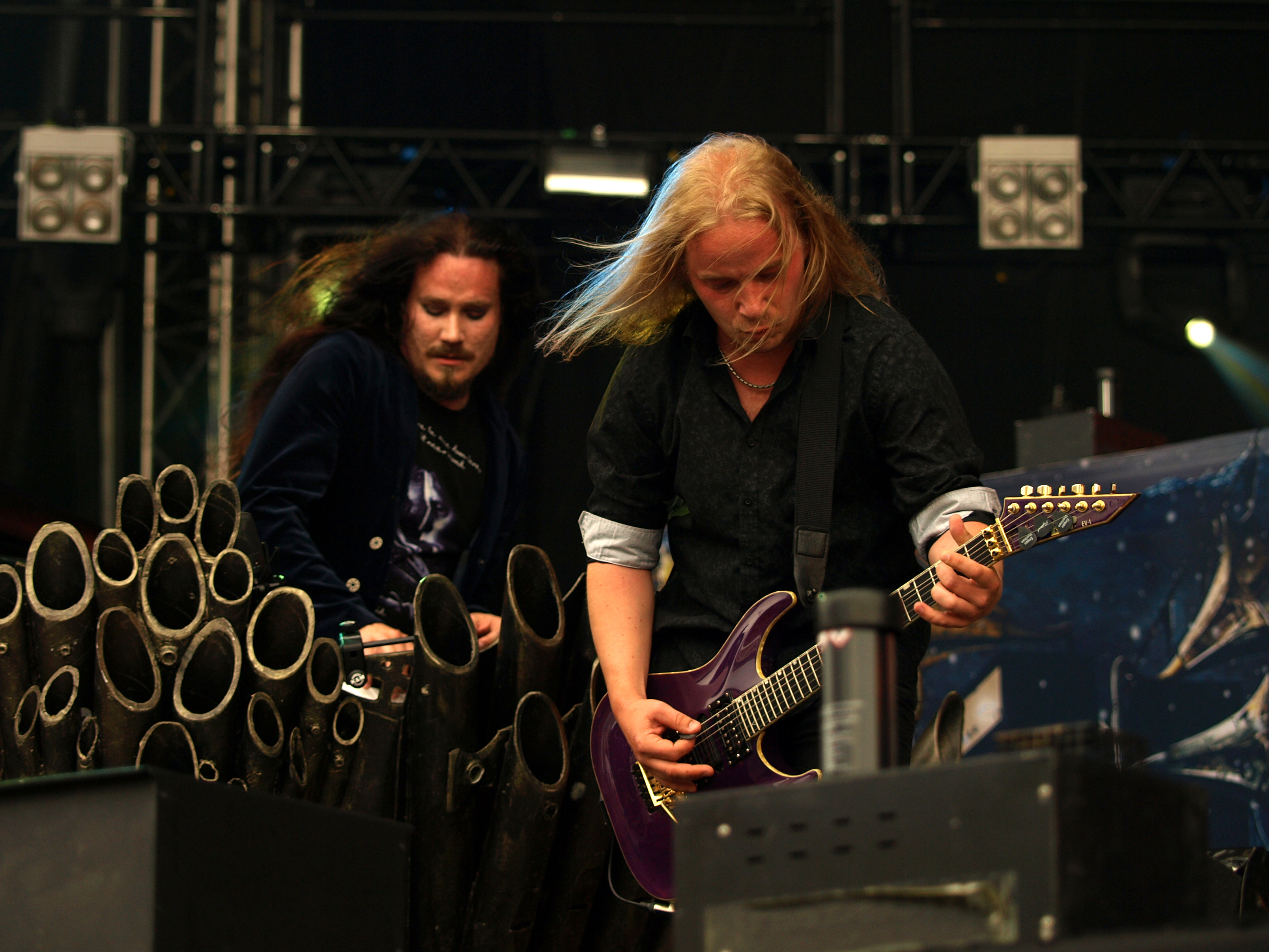
I Nightwish sono una delle band metal finlandesi più popolari.

Come gran parte della Scandinavia (o, più precisamente Fennoscandia), il principale contributo della Finlandia alla musica popolare moderna potrebbe essere l'heavy metal e campi correlati. Tra i gruppi hard rock e heavy metal finlandesi degni di nota dei primi anni '80 figurano Riff Raff, Oz e Zero Nine, mentre Stratovarius e i thrashers Stone sarebbero emersi per la prima volta alla fine degli anni '80. Da allora la scena finlandese ha dato vita a band come Children of Bodom, Amorphis, Nightwish, Apocalyptica, Impaled Nazarene, Beherit, Archgoat, Waltari, Entwine, The 69 Eyes, Sinergy, Sentenced, Sonata Arctica, Am I Blood, Ensiferum, Turisas, Moonsorrow, Korpiklaani, Finntroll, Wintersun, Battlelore, Machine Men, Mannhai, To/Die/For, Turisas, Battle Beast, Beast in Black e Teräsbetoni.
Una band finlandese popolare all'estero sono gli HIM, la cui musica è stata etichettata come "love metal". Gli HIM e i The Rasmus sono in cima alle classifiche degli album in diversi paesi europei con i loro album più popolari. Gli HIM hanno ottenuto anche il disco d'oro negli USA nel 2006. Il successo internazionale degli HIM e dei The Rasmus durante l'attuale decennio è più ampio di quanto qualsiasi gruppo finlandese abbia mai ottenuto prima.
La Finlandia è stata anche la vincitrice dell'Eurovision Song Contest 2006, con la prima band heavy metal a partecipare al concorso, i Lordi. I Lordi hanno vinto con la loro composizione Hard Rock Hallelujah, sfoggiando costumi elaborati. Da allora, hanno riscontrato successo in tutta Europa e una pubblicità limitata al di fuori del continente. I Lordi hanno anche gareggiato in Kuorosota, la versione finlandese di Clash of the Choirs.
In tutta la Finlandia e nei paesi scandinavi c'è stata una rivolta di gruppi "glam metal" degli anni '80 fortemente influenzati da band come Mötley Crüe e Guns N' Roses con un tocco moderno come Reckless Love, Santa Cruz, Crashdïet e Hardcore Superstar.

## Metal estremo
La Finlandia, come i suoi vicini scandinavi, ha anche una vibrante scena metal estremo, che mentre propaga un suono più underground e leggermente meno accessibile non solo riscuote notevole successo a livello internazionale, ma in alcune occasioni dà anche concorrenza alle band heavy metal più mainstream nella nazione. cerimonie di premiazione. Le band finlandesi più famose nel metal estremo sono probabilmente Amorphis, Children of Bodom, Beherit, Archgoat, Impaled Nazarene e la band grindcore Rotten Sound, che ha recentemente firmato per la rinomata etichetta americana Relapse Records.
La scena metal estrema in Finlandia è fortemente dominata dal death metal di vari sottogeneri che vanno dal melodic death metal come Omnium Gatherum a gruppi death metal tradizionali più vecchia scuola come Demilich e Convulse, il cui secondo del primo album è stato ristampato tre volte dai suddetti Relapse Records, l'ultima volta nel 2013, nonché dalla finlandese Svart Records sia nel 2018 che nel 2019.

## Artisti e gruppi rock e heavy metal finlandesi
- The 69 Eyes
- Ajattara
- Aknestik
- Altaria
- Am I Blood
- Amberian Dawn
- Amorphis
- Andy McCoy
- Apocalyptica
- Appendix
- Apulanta
- Archgoat
- Los Bastardos Finlandeses
- Battle Beast
- Battlelore
- Beherit
- Blind Channel
- Bloodpit
- Blues Section
- Before the Dawn
- Callisto
- Carmen Gray
- Catamenia
- Celesty
- Charon
- Children of Bodom
- Convulse
- CMX
- Damn Seagulls
- Dark Sarah
- Deep Insight
- Demilich
- Dingo
- Disco Ensemble
- Don Huonot
- Dreamtale
- End of You
- Ensiferum
- Entwine
- Eppu Normaali
- Eternal Tears of Sorrow
- Excalion
- Falchion
- Feiled
- Finntroll
- Flinch
- The Flaming Sideburns
- Ben Granfelt
- Haloo Helsinki!
- Hanoi Rocks
- Hanna Pakarinen
- Happoradio
- Hassisen kone
- Hector
- Hevisaurus
- Hidria Spacefolk
- HIM
- Hurriganes
- Impaled Nazarene
- Indica
- Insomnium
- Jeavestone
- Kaaos
- Kalmah
- Kemopetrol
- Kingston Wall
- Kiuas
- Klamydia
- Korpiklaani
- Kotiteollisuus
- KYPCK
- Leevi and the Leavings
- Lordi
- Lost Society
- Lovex
- Lullacry
- Lyijykomppania
- The Jade
- Juice Leskinen
- Maj Karma
- Mana
- Mana Mana
- Michael Monroe
- Mokoma
- Moonsorrow
- Mors Principium Est
- Pate Mustajärvi
- Negative
- Neljä Ruusua
- Nightwish
- Norther
- Passionworks
- Peer Günt
- Pelle Miljoona
- Penniless
- PMMP
- Poets of the Fall
- Poisonblack
- Popeda
- Private Line
- The Rasmus
- Rauli Badding Somerjoki
- Reckless Love
- Ruoska
- Rytmihäiriö
- Santa Cruz
- Sentenced
- Shade Empire
- Shaman
- ShamRain
- Sielun Veljet
- Sinamore
- Sinergy
- SomBy
- Sonata Arctica
- Sotajumala
- Stam1na
- Stalingrad Cowgirls
- Stella
- Stone
- Stratovarius
- Sturm Und Drang
- Sunrise Avenue
- Swallow The Sun
- Tabula Rasa
- Tarja
- Tarot
- Tasavallan Presidentti
- Tehosekoitin
- Terveet Kädet
- Teräsbetoni
- Thunderstone
- Timo Rautiainen & Trio Niskalaukaus
- To/Die/For
- Tuomari Nurmio
- Turisas
- Turmion Kätilöt
- Uniklubi
- Velcra
- Verjnuarmu
- Viikate
- Villieläin
- Von Hertzen Brothers
- Maija Vilkkumaa
- YUP
- Yö
- Waltari
- Wasara
- Wigwam
- Widescreen Mode
- Wiidakko
- Jann Wilde
- Winterborn
- Wintersun
- Zen Café
- Zook